# Fatih Akın
Fatih Akın (Hamburg, 25 augustus 1973) is een Duitse filmregisseur, acteur en producent van Turkse herkomst.

## Biografie
In 1994 begon Akın met zijn studie Kunst in Hamburg en studeerde in 2000 af. Na een aantal korte films brak hij in 1998 door bij het grote publiek met Kurz und schmerzlos (Kort en pijnloos). Zijn internationale doorbraak ontstond vooral door Gegen die Wand in 2004. Akın maakt vooral films over de multiculturele samenleving, en in het bijzonder over de Turken in Duitsland. Hij staat bekend als een van de meest activistische Turkse regisseurs van zijn generatie. Enkele onderwerpen die in zijn films naar voren komen, zijn eenzaamheid, racisme, homoseksualiteit, prostitutie, geweld en drank- en drugsgebruik. In 2012 bracht hij de protestfilm Polluting Paradise uit. In deze documentaire toont Akın de invloed van een illegale vuilstort van de stad Trabzon op het geboortedorp van zijn ouders in het naburige Çamburnu, Sürmene. Omdat de moordenaar van de Armeens-Turkse journalist Hrant Dink uit Trabzon kwam, net als zijn familie, voelde Akın de drang om een film over de prominente figuur te maken. Gedurende enkele jaren slaagde hij er niet in om dit project van de grond te krijgen, doordat hij geen Turkse acteurs kon vinden die deze rol aandurfden. Uiteindelijk bracht Akın in 2014 de film The Cut uit, over de Armeense genocide, net op tijd voor de ceremoniën in 2015. Dit was de tweede grote speelfilm over de tragedie, en de eerste door een Turkse regisseur.

## Filmografie

### Regie
- Sensin - Du bist es!, korte film (1995)
- Getürkt, korte film (1996)
- Kurz und Schmerzlos (1998)
- Im Juli (2000)
- Wir haben vergessen zurückzukehren, documentaire, tv-film (2000)
- Solino (2002)
- Gegen die Wand, speelfilm (2004)
- Crossing the Bridge: The Sound of Istanbul, documentaire (2005)
- Auf der anderen Seite, speelfilm (2007)
- Soul Kitchen, speelfilm (2009)
- Polluting Paradise (2012)
- The Cut (2014)
- Tschick (2016)
- Aus dem Nichts (2017)
- Der Goldene Handschuh (2019)

### Draaiboek
- Kebab Connection (2005)

- Bibsys: 6005020
- Biblioteca Nacional de España: XX1595141
- Bibliothèque nationale de France: cb150187049 (data)
- CiNii: DA15020464
- Gemeinsame Normdatei: 130055808
- International Standard Name Identifier: 0000 0001 1473 6367
- Library of Congress Control Number: no2002088351
- Nationale Bibliotheek van Tsjechië: js20051017001
- Nationale Bibliotheek van Israël: 987007467458205171
- Nationale Bibliotheek van Polen: a0000002874026
- Nederlandse Thesaurus van Auteursnamen: 270029672
- RKD-Nederlands Instituut voor Kunstgeschiedenis: 297038
- Istituto Centrale per il Catalogo Unico: VEAV487437
- LIBRIS: 274286
- SNAC: w6hg2d3c
- Système universitaire de documentation: 081581254
- Union List of Artist Names: 500469887
- Virtual International Authority File: 61827948
- WorldCat: E39PBJvd3wDJ3BTqcmY7bQBdcP